# 포항시 북구의 국회의원

## 행정구역 변천
- 1995년 1월 1일 경상북도 포항시 북구 설치

## 포항시 북구의 역대 국회의원
| 대수                 | 이름           | 소속정당 | 임기                              | 선거구역         |
| -------------------- | -------------- | -------- | --------------------------------- | ---------------- |
| 제15대               | 허화평(許和平) | 무소속   | 당선 무효                         | 포항시 북구 일원 |
| 제15대               | 박태준(朴泰俊) | 무소속   | 1997년 7월 25일 ~ 2000년 5월 29일 | 포항시 북구 일원 |
| 제16대               | 이병석(李秉錫) | 한나라당 | 2000년 5월 30일 ~ 2016년 5월 29일 | 포항시 북구 일원 |
| 제17대               | 이병석(李秉錫) | 한나라당 | 2000년 5월 30일 ~ 2016년 5월 29일 | 포항시 북구 일원 |
| 제18대               | 이병석(李秉錫) | 한나라당 | 2000년 5월 30일 ~ 2016년 5월 29일 | 포항시 북구 일원 |
| 제19대               | 이병석(李秉錫) | 한나라당 | 2000년 5월 30일 ~ 2016년 5월 29일 | 포항시 북구 일원 |
| 제20대 제21대 제22대 | 김정재(金汀才) | 새누리당 | 2016년 5월 30일 ~                 | 포항시 북구 일원 |

## 같이 보기
- 포항시 남구의 국회의원
- 울릉군의 국회의원
- 포항시 북구 (선거구)